# Albert Timmer
Albert Timmer (Gramsbergen, 13 giugno 1985) è un dirigente sportivo ed ex ciclista su strada olandese. Passista, professionista dal 2007 al 2017, dopo il ritiro dall'attività ha assunto la carica di direttore sportivo per il Team Picnic PostNL, già Sunweb e DSM.

## Palmarès
- 2006 (Team Löwik Meubelen, una vittoria)

4ª tappa Triptyque Ardennais

### Altri successi
- 2017 (Team Sunweb)

3ª tappa Hammer Sportzone Limburg (Sittard-Geleen, cronosquadre)

## Piazzamenti

### Grandi Giri
- Giro d'Italia

2013: 129º
2014: 87º
2016: 121º
- Tour de France

2009: 130º
2012: 148º
2013: 164º
2014: 146º
2015: 139º
2016: 153º
2017: 157º
- Vuelta a España

2011: 164º

### Classiche monumento
- Milano-Sanremo

2015: 151º
2016: ritirato
2017: 188º
- Giro delle Fiandre

2015: ritirato
2016: ritirato
- Parigi-Roubaix

2015: 118º
2017: ritirato
- Liegi-Bastogne-Liegi

2017: ritirato
- Giro di Lombardia

2016: ritirato

### Competizioni mondiali
- Campionati del mondo

Limburgo 2012 - Cronosquadre: 18º